# Карый, Валерий Сергеевич
Валерий Сергеевич Карый (род. 27 июля 1981, Воронеж) — российский хоккеист, защитник.

## Биография
Сын хоккейного тренера Сергея Карого. Воспитанник ХК «Воронеж». Начинал играть в сезоне 1996/97 за воронежские команды «Воронеж-2» (один матч в первой лиге) и «Буран»-ВАСО (14 матчей во второй лиге). Два сезона провёл в липецком «Стиноле», в сезоне 1999/2000 играл за «Липецк» в Суперлиге и за «Липецк-2». Выступал за «Элемаш» Электросталь (2000/01 — 2001/02), «Спартак» СПб (2001/02), «Кристалл» Саратов (2001/02 — 2002/03), провёл один матч за «Энергию» Кемерово в сезоне 2003/04.
Участник хоккейного турнира зимней Универсиады 2001.
Несколько сезонов не выступал, с 2007 года — в «Буране» Воронеж. Сезон 2010/11 начал в «Кристалле» Саратов, затем вернулся в «Буран». 26 декабря нанёс тяжелейшую травму игроку ХК «Зеленоград» Алексею Морозову. Морозов получил открытый перелом костей носа со смещением и рублено-ушибленную рана спинки носа; перенёс две операции — в Воронеже и 14 января в Боткинской больнице Москвы. Валерий Карый решением Экспертной комиссии ФХР и Межрегионального координационного совета «Регион — Центр» был дисквалифицирован на один год. Журналистами отмечалось, что ранее Карый был судим за нанесение тяжких телесных повреждений, а со слов многих игроков, он чуть ли ни в каждом матче так и норовит кого-нибудь прибить. Причём без кавычек — в буквальном смысле этого слова.
После дисквалификации в профессиональный хоккей не вернулся. С конца 2010-х — ледовар в воронежском дворце спорта «Юбилейный».